# Maison Vastag
La Maison Vastag (en hongrois : Vastag-ház) est un édifice situé à Szeged.